# Ruténtelep
Ruténtelep (románul: Copăcele) település Romániában, Bánságban, Krassó-Szörény megyében.

## Fekvése
Mutnokszabadja (románul: Ohaba-Mâtnic) mellett fekvő település.

## Története
Ruténtelep korábban Mutnokszabadja (románul: Ohaba-Mâtnic) része volt. 1910-ben 276 lakosából 1 román, 4 magyar, 4 német, 1 szlovák volt. 1941-ben 1035 lakosa volt, melyből 5 román, 6 magyar, 1 szlovák volt. 1956-ban 934 lakost számoltak itt össze. A 2002. évi népszámláláskor 421 lakosából 44 román, 1 magyar volt.